# Железнодорожный мост через Черёху
Железнодорожный мост через Черёху — однопутный железнодорожный мост через реку Черёха на южной границе Пскова, к северу от железнодорожной станции Черёха. Самый южный железнодорожный мост в городе.
Является частью Октябрьской железной дороги на участке Псков — Остров — Пыталово на 280 км линии Санкт-Петербург — Вильнюс (бывшей Петербурго-Варшавской железной дороги).

## История

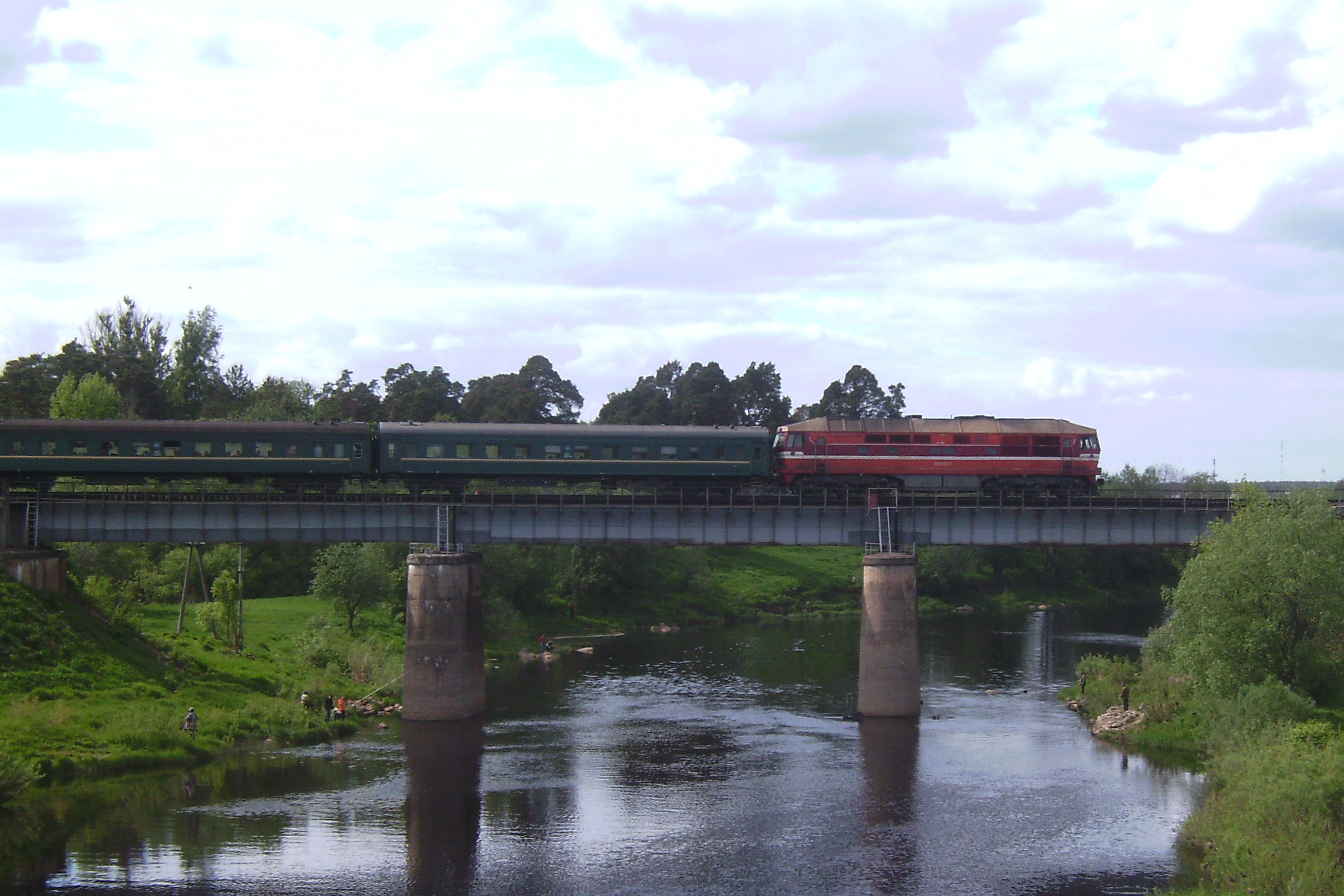
Мост через Черёху, 2009 год

Первый мост был построен в ходе создания Петербурго-Варшавской железной дороги в 1852—1862 годах, в частности, линии Псков — Остров, открытой 26 января 1860 года.
В годы Великой Отечественной войны мост неоднократно взрывался. При отступлении Красной Армии он был разрушен 8 июля 1941 года.
В 1952 году мост был восстановлен силами коллектива Мостоотряда № 48. Строительством занималась бригада Николая Бича, на счету которого более 15 мостов, построенных в Пскове и Псковской области. В работе принимал участие мастер строительных и монтажных работ Александр Фёдоров.